# SV Lurup
SV Lurup Hamburg 1923 e.V. é uma agremiação esportiva alemã, fundada em 1923, sediada em Hamburgo. 
Além do futebol, a associação possui departamentos de atletismo, judô, ju-jitsu, karatê, fitness, yoga, tai-chi-chuan e natação.

## História
O clube foi fundado como Turn-und Sportverein Lurup na antiga cidade de Lurup, e no mesmo ano se fundiu como o FSV Schenefeld 1929 para formar o TSV Lurup-Schenefeld em uma união que perdurou até 1930, quando ambos seguiram caminhos diferentes. Os dois times eram clubes desportivos dos trabalhadores que foram considerados à esquerda e politicamente indesejáveis pelos nazistas. Por conta disso, foram dissolvidos pelo regime em 1933. O ex-FSV foi então reorganizado como Fußball Clube Blau-Weiß 1933 Schenefeld e incluiu o departamento de futebol do TSV Lurup.
A 17 de julho de 1936, o FC foi por sua vez se fundiu com o Spielvereinigung Blau-Weiß 1896 Schenefeld jogar como Tura Blau-Weiß 1896 em Schenefeld und Osdorf/Nord . Após à Segunda Guerra Mundial as autoridades de ocupação aliadas ordenaram a dissolução da maioria das organizações do país, incluindo esportes e associações de futebol. O TSV 1923 Lurup foi refundado, em 1946, tornando-se SV Lurup, em 1949, e SV Lurup-Hamburgo, em 1978.
Ao longo da sua existência o Lurup havia jogado como um clube anônimo local. Na época da formação, em 1963, da Bundesliga, a liga profissional alemã, o clube foi realocado na Landesliga Hamburgo (V). Em meados dos anos 1970, Stauerei Tiedemann, investidor de companhias de navegação, entrou como o maior patrocinador do clube e a sorte do SV logo melhorou. O título da divisão o levou à Verbandsliga Hamburgo (IV), em 1975, e um segundo lugar, em 1978, fez com que participasse pela primeira vez da fase de promoção para a Oberliga Nord (III). O time, contudo, não foi capaz de avançar e Tiedemann se retirou para ser substituído por uma construtora local cujo proprietário era Uwe Einsath.
Um título da Verbandsliga e um play-off de promoção de sucesso, em 1981, inseriu o time na terceira camada do futebol alemão. No primeiro turno o clube da Oberliga não promoveu boa campanha, mas o time imediatamente conseguiu um segundo lugar na Verbandsliga e vitória no play-off, em 1983. O Lurup então gozava a sua melhor época de sempre, terminando em terceiro na Oberliga Nord (III). O segundo time do Werder Bremen conquistou a divisão naquele ano, mas não era elegível para subir. O Lurup posteriormente participou da fase de promoção para a 2. Bundesliga contra o FC St. Pauli, mas capitulou diante do adversário.
Uma disputa política interna acerca da mudança para o futebol profissional conduziu a retirada de Einsath como investidor e, em 1987, o Lurup caiu para a quinta divisão, a Landesliga. Com a volta de Einsath, mais tarde, como patrocinador, o clube se recuperou e, em 1992, novamente chegou à terceira divisão, a Amateur Oberliga Nord. Com a reorganização do futebol alemão, o SV passou a Regionalliga Nord (III), em 1994, na qual permaneceria até ser rebaixado em 1997. A equipe foi incapaz de alcançar o sonho de Einsath de alcançar o sonho de chegar à segunda divisão e ele reduziu seu nível de apoio ao clube que chegou à quarta divisão, a chamada Oberliga Hamburgo/Schleswig-Holstein, em 1997.
O Lurup evitou o rebaixamento para a Verbandsliga Hamburgo (V), em 2001, quando vários clubes que terminaram à sua frente se retiraram do campeonato. No entanto, a fusão da Oberliga Hamburgo/Schleswig-Holstein (IV) e da Oberliga Bremen/Niedersachsen (IV) para a criação da Oberliga Nord (IV) levou o time à Verbandsliga em 2004. O seu recente retorno à Oberliga ocorreu apesar de um sexto lugar e um saldo de gols negativo, em 2007, já que os outros clubes que terminaram à sua frente recusaram a oportunidade de avançar.

## Títulos
- Landesliga Hamburg-Hammonia Campeão: 1975;
- Verbandsliga Hamburg Campeão: 1981, 1983, 1992;